# جوزپه فرلینی
جوزپه فرلینی (انگلیسی: Giuseppe Ferlini؛ ۲۳ آوریل ۱۷۹۷ – ۳۰ دسامبر ۱۸۷۰) گردشگر، انسان‌شناس، شکارچی گنج و جراح اهل پادشاهی ایتالیا بود. وی مسئول تخریب اهرام سودان است؛ وی برای به دست آوردن گنج هرم‌های زیادی را در سودان تخریب کرد که عدد آن بالغ بر ۴۰ هرم گزارش شده‌است اما با وجود این تنها توانست یک گنج را پیدا کند.
همچنین وی عضو ارتش مصر بود.